# Liste der Baudenkmäler in Grettstadt
Auf dieser Seite sind die Baudenkmäler in der unterfränkischen Gemeinde Grettstadt zusammengestellt. Diese Tabelle ist eine Teilliste der Liste der Baudenkmäler in Bayern. Grundlage ist die Bayerische Denkmalliste, die auf Basis des Bayerischen Denkmalschutzgesetzes vom 1. Oktober 1973 erstmals erstellt wurde und seither durch das Bayerische Landesamt für Denkmalpflege geführt wird. Die folgenden Angaben ersetzen nicht die rechtsverbindliche Auskunft der Denkmalschutzbehörde.
 Diese Liste gibt den Fortschreibungsstand vom 21. März 2024 wieder und enthält 95 Baudenkmäler.

## Baudenkmäler nach Gemeindeteilen

### Grettstadt
| Lage                                                                | Objekt                                     | Beschreibung | Akten-Nr.              | Bild           |
| ------------------------------------------------------------------- | ------------------------------------------ | --- | ---------------------- | -------------- |
| Bahnhofstraße 7 (Standort)                                          | Ehemalige Zehntscheune                     | Teilverputzter Bruchsteinbau mit Halbwalmdach, 1720                                                                                               | D-6-78-138-1 Wikidata  | weitere Bilder |
| Bahnhofstraße 13 (Standort)                                         | Hausfigur des heiligen Bartholomäus        | Sandstein, 18. Jahrhundert | D-6-78-138-2 Wikidata  | weitere Bilder |
| Bahnhofstraße 18 (Standort)                                         | Hoftor mit Fußgängerpforte                 | 1846 | D-6-78-138-3 Wikidata  | weitere Bilder |
| Bahnhofstraße 19 (Standort)                                         | Hofanlage                                  | Eingeschossiges Giebelhaus, Giebel mit Zierfachwerk, 17. Jahrhundert                                                                              | D-6-78-138-4 Wikidata  | weitere Bilder |
| Bahnhofstraße 19 (Standort)                                         | Hofanlage                                  | Hoftor, 1824 | D-6-78-138-4 Wikidata  | weitere Bilder |
| Bahnhofstraße 28 (Standort)                                         | Fußgängerpforte                            | Mit einseitigem Radabweiser, Sandstein, bezeichnet „1864“                                                                                         | D-6-78-138-5 Wikidata  | weitere Bilder |
| Bahnhofstraße 32 (Standort)                                         | Bildstock                                  | Niedriger Vierkantschaft, Aufsatz mit Eselsrückenbogen, Kreuzigung, um 1600                                                                       | D-6-78-138-6 Wikidata  | weitere Bilder |
| Bahnhofstraße 45 (Standort)                                         | Bildstock                                  | Tischsockel, runder Schaft mit Weinranken, Aufsatz mit Kreuzigung und 14 Nothelfern darum, 1715                                                   | D-6-78-138-33 Wikidata | weitere Bilder |
| Weg nach Dürrfeld ()                                                | Bildstock                                  | 1741 nicht nachqualifiziert, im Bayerischen Denkmal-Atlas nicht kartiert                                                                          | D-6-78-138-28 Wikidata |                |
| Alter Spiesheimer Weg, Abt. Sandmarter ()                           | Bildstock                                  | 1717 nicht nachqualifiziert, im Bayerischen Denkmal-Atlas nicht kartiert                                                                          | D-6-78-138-35 Wikidata |                |
| Eichig; alter Spiesheimer Weg (Standort)                            | Bildstock                                  | Tischsockel mit rundem Schaft und zweiseitigem Aufsatz, bezeichnet „1730“                                                                         | D-6-78-138-36 Wikidata | weitere Bilder |
| Gochsheimer Straße 25 (Standort)                                    | Bildstock                                  | Gefaster Vierkantschaft, Aufsatz mit Eselsrückenbogen, bezeichnet „1613“                                                                          | D-6-78-138-8 Wikidata  | weitere Bilder |
| Gochsheimer Straße 54 (Standort)                                    | Bildstock                                  | Kurzer Schaft mit ovalem Aufsatz, Maria mit Kind, bezeichnet „1923“                                                                               | D-6-78-138-9 Wikidata  | weitere Bilder |
| Hauptstraße; vor der Kirche (Standort)                              | Tanzlinde                                  | Lindenbaum von Sandsteinpfeilern und Holzgerüst gestützt, 1752                                                                                    | D-6-78-138-18 Wikidata | weitere Bilder |
| Hauptstraße 1 (Standort)                                            | Rathaus                                    | Zweigeschossiger Satteldachbau mit Volutengiebeln, Fachwerkobergeschoss und überdachter Freitreppe, Renaissance, 1590                             | D-6-78-138-10 Wikidata | weitere Bilder |
| Hauptstraße 2 (Standort)                                            | Bildstock                                  | Runder Schaft, Aufsatz mit Heiliger Dreifaltigkeit und Heiliger Familie, bezeichnet „1784“                                                        | D-6-78-138-11 Wikidata | weitere Bilder |
| Hauptstraße 24 (Standort)                                           | Bildstock                                  | Gefaster Vierkantschaft mit rundbogigem Aufsatz, Relief der Pietà, bezeichnet „1704“; eingemauert                                                 | D-6-78-138-12 Wikidata | weitere Bilder |
| Hauptstraße 30 (Standort)                                           | Madonnenfigur                              | Auf gemauertem Sockel in Rundbogennische, 1890 | D-6-78-138-14 Wikidata | weitere Bilder |
| Hauptstraße 30 (Standort)                                           | Wohnhaus                                   | Eingeschossiger giebelständiger Satteldachbau mit Fachwerkgiebel, bezeichnet „1766“                                                               | D-6-78-138-13 Wikidata | weitere Bilder |
| Hauptstraße 46 (Standort)                                           | Hoftor mit Fußgängerpforte                 | Klassizistisch, bezeichnet „1846“ | D-6-78-138-15 Wikidata | weitere Bilder |
| Kirchgasse 2, Nähe Hauptstraße (Standort)                           | Katholische Pfarrkirche St. Peter und Paul | Chorturmkirche, Turm 1471, Langhaus 1766–69 von Johann Michael Fischer, Seitenschiffe 1923–25 durch Fritz Fuchsenberger umgebaut; mit Ausstattung | D-6-78-138-16 Wikidata | weitere Bilder |
| Kirchgasse 2, Nähe Hauptstraße (Standort)                           | Kirchhofbefestigung                        | | D-6-78-138-16 Wikidata | weitere Bilder |
| Kirchgasse 2; Nähe Hauptstraße (Standort)                           | Zwei Grabmäler                             | 18. Jahrhundert und 1834, im Kirchhof | D-6-78-138-16 Wikidata | weitere Bilder |
| Nähe Hauptstraße (Standort)                                         | Kreuzigungsgruppe                          | Freifiguren auf Tischsockeln, Mitte 18. Jahrhundert                                                                                               | D-6-78-138-16 Wikidata | weitere Bilder |
| Kirchgasse 7 (Standort)                                             | Wohnhaus                                   | Zweigeschossiger giebelständiger Halbwalmdachbau mit verputztem Fachwerkobergeschoss, 18. Jahrhundert                                             | D-6-78-138-19 Wikidata | weitere Bilder |
| Kirchgasse 7 (Standort)                                             | Scheune                                    | | D-6-78-138-19          | weitere Bilder |
| Kirchgasse 9 (Standort)                                             | Kleinhaus                                  | | D-6-78-138-20 Wikidata | weitere Bilder |
| Kirchgasse 9 (Standort)                                             | Fußgängerpforte                            | Bezeichnet „1703“ | D-6-78-138-20 Wikidata | weitere Bilder |
| Kirchgasse 9, im Hof (Standort)                                     | Hebebalkenbrunnen                          | | D-6-78-138-20 Wikidata | BW             |
| Kirchgasse 10 (Standort)                                            | Wohnhaus                                   | Zweigeschossiger giebelständiger Halbwalmdachbau, Fachwerk (verkleidet), 18. Jahrhundert                                                          | D-6-78-138-21 Wikidata | weitere Bilder |
| Kirchgasse 10 (Standort)                                            | Torbogen                                   | Mit Kreuzigungsrelief, 17. Jahrhundert | D-6-78-138-21 Wikidata | weitere Bilder |
| Weg zum Schopfig (Standort)                                         | Kreuzschlepper                             | 1711 nicht nachqualifiziert, im Bayerischen Denkmal-Atlas nicht kartiert                                                                          | D-6-78-138-30 Wikidata | BW             |
| Lehmellern (Standort)                                               | Kruzifix                                   | Holz, 1931 | D-6-78-138-26 Wikidata | Kruzifix       |
| Meßmerstraße, Ecke Gochsheimer Straße ()                            | Bildstock                                  | 1764 nicht nachqualifiziert, im Bayerischen Denkmal-Atlas nicht kartiert                                                                          | D-6-78-138-24 Wikidata |                |
| Meßmerstraße (Standort)                                             | Bildstock                                  | Tischsockel mit rundem Schaft und zweiseitigem Aufsatz, Pietà und Heilige Dreifaltigkeit, um 1800                                                 | D-6-78-138-22 Wikidata | weitere Bilder |
| Meßmerstraße (Standort)                                             | Bildstock                                  | Gefaster Schaft mit rundbogigem Aufsatz, Relief der Kreuzigung, bezeichnet „1710“                                                                 | D-6-78-138-23 Wikidata | weitere Bilder |
| südlicher Rand des Mönchsholzes (Standort)                          | Steinkreuz                                 | Spätmittelalterlich | D-6-78-138-34          | Steinkreuz     |
| Nähe Friedenstraße; Nähe Am Friedhof; Ecke Friedenstraße (Standort) | Kruzifix                                   | Sockel mit Maria, bezeichnet „1741“, Sandstein | D-6-78-138-7 Wikidata  | weitere Bilder |
| Nähe Sulzheimer Straße, Straße nach Sulzheim (Standort)             | Bildstock                                  | Tischsockel mit rundem Schaft und zweiseitigem Aufsatz, bezeichnet „1718“                                                                         | D-6-78-138-29 Wikidata | BW             |
| Sonnenstraße 18 (Standort)                                          | Bildstock                                  | Monolith mit Figurennische, bezeichnet „1606“ | D-6-78-138-25 Wikidata | weitere Bilder |
| Staatsstraße 2272; Straße nach Gochsheim (Standort)                 | Bildstock                                  | Vierkantschaft (erneuert), vierseitiger Aufsatz mit Kreuzigungsrelief, bezeichnet „1602“                                                          | D-6-78-138-31 Wikidata | weitere Bilder |
| Staatsstraße 2272; Straße nach Gochsheim (Standort)                 | Bildstock                                  | Erneuerter Vierkantschaft mit vierseitigem Aufsatz, bezeichnet „1606“                                                                             | D-6-78-138-32 Wikidata | weitere Bilder |

### Dürrfeld
| Lage                                                                          | Objekt                                | Beschreibung                                                                                         | Akten-Nr.              | Bild           |
| ----------------------------------------------------------------------------- | ------------------------------------- | --- | ---------------------- | -------------- |
| Straße nach Grettstadt (Standort)                                             | Marienstatue                          | Auf Postament mit Relief der Vierzehn Nothelfer, bez. 1893                                           | D-6-78-138-52 Wikidata | weitere Bilder |
| Im Schöpfig; am Anfang des Nutzwasserbachs (Standort)                         | Bildstock                             | Sockel mit rundem Schaft und zweiseitigem Aufsatz, 1719                                              | D-6-78-138-53 Wikidata | weitere Bilder |
| Jägergasse 1 (Standort)                                                       | Wohnhaus                              | Zweigeschossiger Walmdachbau mit geohrten Fensterrahmungen und Madonnenfigur, 1749                   | D-6-78-138-37 Wikidata | weitere Bilder |
| Jägergasse 1 (Standort)                                                       | Fachwerkscheune                       | Mitte 18. Jahrhundert                                                                                | D-6-78-138-37 Wikidata | weitere Bilder |
| Kirchplatz 1 (Standort)                                                       | Katholische Filialkirche Mariä Geburt | Chorturmkirche, im Kern spätmittelalterlich, mit Änderungen bis um 1700; mit Ausstattung             | D-6-78-138-38 Wikidata | weitere Bilder |
| Nähe Grettstadter Straße/Brunnengasse; Ortsausgang nach Grettstadt (Standort) | Kreuzigungsgruppe                     | Sandstein, 18. Jahrhundert                                                                           | D-6-78-138-48 Wikidata | weitere Bilder |
| Nähe Pusselsheimer Straße (Standort)                                          | Bildstock                             | Monolith mit gefastem Vierkantschaft und vierseitigem Aufsatz, 17. Jahrhundert                       | D-6-78-138-39 Wikidata | weitere Bilder |
| Raschlängsweg; Spiesheimer Weg (Standort)                                     | Kreuzstein                            | Sandstein, spätmittelalterlich                                                                       | D-6-78-138-50          | weitere Bilder |
| Raschlängsweg; Spiesheimer Weg (Standort)                                     | Bildstock                             | Sockel mit rundem Schaft, rundbogig abgeschlossener Aufsatz, 1621                                    | D-6-78-138-51 Wikidata | weitere Bilder |
| Feldweg in Verlängerung Rathausstraße; Flur in den Ellern (Standort)          | Bildhäuschen                          | Gemauert, 1931, mit Figur von 1726                                                                   | D-6-78-138-42 Wikidata | weitere Bilder |
| Rathausstraße 14 (Standort)                                                   | Rathaus                               | Zweigeschossiger giebelständiger Fachwerkbau mit offener Erdgeschosshalle, bezeichnet „1594“         | D-6-78-138-40 Wikidata | weitere Bilder |
| Rathausstraße 20 (Standort)                                                   | Wohnhaus                              | Eingeschossiger giebelständiger Fachwerkbau mit Satteldach, um 1800                                  | D-6-78-138-41 Wikidata | weitere Bilder |
| Reisenpfadweg; am Sportplatz (Standort)                                       | Bildstock                             | Monolith mit vierseitigem Aufsatz, um 1600                                                           | D-6-78-138-43 Wikidata | weitere Bilder |
| Nähe Friedhofstraße (Standort)                                                | Friedhofskreuz                        | Mit Pietà am Kreuzfuß, 1744, Corpus neu                                                              | D-6-78-138-46 Wikidata | Friedhofskreuz |
| Seebeuten; an der Straße nach Kleinrheinfeld (Standort)                       | Bildnische                            | Sockel mit Aufsatz und rundbogige Nische, Relief Muttergottes mit Kind in Halbfigur, bezeichnet 1873 | D-6-78-138-44 Wikidata | weitere Bilder |
| an der SW28 nach Grettstadt (Standort)                                        | Muttergottesfigur                     | Freifigur auf Sockel, Sandstein, bezeichnet „1894“                                                   | D-6-78-138-47 Wikidata | weitere Bilder |
| Weiherweg; Spiesheimer Weg (Standort)                                         | Bildstock                             | Sockel mit gefastem Vierkantschaft, vierseitiger Aufsatz, bezeichnet „1628“                          | D-6-78-138-49 Wikidata | weitere Bilder |

### Obereuerheim
| Lage                                                                              | Objekt                                 | Beschreibung | Akten-Nr.              | Bild           |
| --------------------------------------------------------------------------------- | -------------------------------------- | --- | ---------------------- | -------------- |
| Am Damm (Standort)                                                                | Bildstock                              | Tischsockel mit Vierkantschaft, Aufsatz mit Bildtafel, Kreuzigung, 19./20. Jahrhundert                                                                                                   | D-6-78-138-54 Wikidata | weitere Bilder |
| Am Schloßberg 2 (Standort)                                                        | Wohnhaus                               | Zweigeschossiger Walmdachbau mit geohrten Fensterrahmungen, 18. Jahrhundert | D-6-78-138-56          | weitere Bilder |
| Am Schloßberg 3 (Standort)                                                        | Schloss Euerburg                       | Dreiflügelige Renaissance-Anlage mit Ecktürmen und hervorgehobenem Einfahrtstor, Süd- und Westflügel von Georg Christoph von Bibra, 1571–1591, Ostflügel von Heinrich von Bibra, 1595–96 | D-6-78-138-57 Wikidata | weitere Bilder |
| Dürrfelder Straße 3 (Standort)                                                    | Bildstock                              | Tischsockel mit Vierkantschaft (erneuert), Aufsatz mit Relief der Marienkrönung, bezeichnet „1833“                                                                                       | D-6-78-138-58 Wikidata | weitere Bilder |
| Herrmut, Staatsstraße 2277, Flur Pusselsheimer Straße (Standort)                  | Kruzifix                               | 1830 | D-6-78-138-68 Wikidata | weitere Bilder |
| Hirtengasse 8 (Standort)                                                          | Ehemalige Synagoge                     | Verputzter Sandsteinquaderbau mit Satteldach und hohen Rundbogenfenstern, 19. Jahrhundert                                                                                                | D-6-78-138-59 Wikidata | weitere Bilder |
| Michelspfad, im Feld, östlich des Ortes (Standort)                                | Kruzifix                               | Auf Sockel, bezeichnet „1706“ | D-6-78-138-67 Wikidata | weitere Bilder |
| Michelspfad, am Tiefen Graben (Standort)                                          | Kruzifix                               | Auf neugotischem Sockel, 1861 | D-6-78-138-66 Wikidata | weitere Bilder |
| Nähe Freih.-v.-Bibra-Straße, im Friedhof (Standort)                               | Friedhofskreuz                         | 1831, Sockel in die Mauer integriert | D-6-78-138-65 Wikidata | weitere Bilder |
| Nähe Pfarrgasse (Standort)                                                        | Katholische Pfarrkirche St. Laurentius | Chorturmkirche um 1600, achteckiger Turmaufbau und Haube mit Laterne von Joseph Greissing, 1708, Umbau Langhaus und Chor durch Johann Georg Neßtfell, 1755 ff.; mit reicher Ausstattung  | D-6-78-138-55 Wikidata | weitere Bilder |
| Nähe Pfarrgasse (Standort)                                                        | Freitreppe                             | Mit Freifiguren | D-6-78-138-55 Wikidata | weitere Bilder |
| Nähe Pfarrgasse (Standort)                                                        | Kruzifix                               | 1762, Corpus neu | D-6-78-138-55 Wikidata | weitere Bilder |
| Ochsenbrunnen, Untereuerheimer Straße, Ortsende Richtung Untereuerheim (Standort) | Bildstock                              | Tischsockel mit rundem Schaft, rundbogiger Aufsatz, 1710 | D-6-78-138-71 Wikidata | Bildstock      |
| Seelein, im Feld, westlich des Ortes (Standort)                                   | Bildstock                              | Tischsockel mit ornamentiertem Vierkantschaft, Aufsatz mit Heiliger Dreifaltigkeit, bezeichnet „1831“                                                                                    | D-6-78-138-69 Wikidata | weitere Bilder |
| Seelein, westlich des Ortes (Standort)                                            | Kreuzschlepper                         | Tischsockel mit rundem Schaft, 1720 | D-6-78-138-72 Wikidata | weitere Bilder |
| Seelein; Flur Rothreisig (Standort)                                               | Kruzifix                               | Auf Inschriftensockel, bezeichnet „1799“, Korpus neu | D-6-78-138-70 Wikidata | weitere Bilder |
| Steigerwaldstraße 21 (Standort)                                                   | Hoftor mit Fußgängerpforte             | Bezeichnet „1780“ | D-6-78-138-60 Wikidata | weitere Bilder |
| Steigerwaldstraße 26 (Standort)                                                   | Bauernhof                              | Giebelhaus mit Fachwerkobergeschoss, Bruchsteinscheune, erste Hälfte 19. Jahrhundert | D-6-78-138-62 Wikidata | weitere Bilder |
| Steigerwaldstraße 26 (Standort)                                                   | Pforte                                 | 18. Jahrhundert | D-6-78-138-62 Wikidata | weitere Bilder |
| Steigerwaldstraße 30 (Standort)                                                   | Kleinhaus                              | Eingeschossiges Halbwalmdachhaus mit Fachwerkgiebel, 18. Jahrhundert | D-6-78-138-63 Wikidata | weitere Bilder |
| Steigerwaldstraße; Kahlberg (Standort)                                            | Heiliger Michael                       | Freifigur auf einem Sockel, 1779 | D-6-78-138-61 Wikidata | weitere Bilder |
| Untereuerheimer Straße 7 (Standort)                                               | Wohnhaus                               | Zweigeschossiger giebelständiger Halbwalmdachbau mit Fachwerkobergeschoss, erste Hälfte 19. Jahrhundert                                                                                  | D-6-78-138-64 Wikidata | weitere Bilder |

### Untereuerheim
| Lage                                                                                       | Objekt                                       | Beschreibung | Akten-Nr.              | Bild                              |
| ------------------------------------------------------------------------------------------ | -------------------------------------------- | --- | ---------------------- | --------------------------------- |
| Brunnenstraße 8 (Standort)                                                                 | Hoftor mit Fußgängerpforte                   | Sitznischen und Radabweiser, 18. Jahrhundert                                                                                       | D-6-78-138-73 Wikidata | weitere Bilder                    |
| Brunnenstraße 11 (Standort)                                                                | Hoftor                                       | Mit Nepomuk-Figur und Putten, 1798                                                                                                 | D-6-78-138-74 Wikidata | weitere Bilder                    |
| Fischgasse 2 (Standort)                                                                    | Kreuzigungsgruppe                            | Sockel mit Reliefdarstellung Christus am Ölberg, Sandstein, 1850                                                                   | D-6-78-138-76 Wikidata | weitere Bilder                    |
| Hintere Gasse 2 (Standort)                                                                 | Hoftor mit Fußgängerpforte                   | Vasenaufsätze, 1840 | D-6-78-138-77 Wikidata | weitere Bilder                    |
| Immenrot 2, gegenüber dem Friedhofseingang (Standort)                                      | Bildstock                                    | Tischsockel mit gefastem Vierkantschaft, Aufsatz mit Relief der Marienkrönung, 1750                                                | D-6-78-138-93 Wikidata | weitere Bilder                    |
| Lindenstraße 4 (Standort)                                                                  | Hoftor                                       | Mit Radabweisern und Fußgängerpforte mit Kugelaufsatz, 1775                                                                        | D-6-78-138-79 Wikidata | weitere Bilder                    |
| Lindenstraße 4, vor dem Anwesen (Standort)                                                 | Kreuzigungsgruppe                            | 1857 | D-6-78-138-79 Wikidata | weitere Bilder                    |
| Mühlgasse 7 (Standort)                                                                     | Hoftor mit Radabweisern                      | Fußgängerpforte mit Sitznischen und Kugelaufsätzen, bezeichnet „1720“                                                              | D-6-78-138-80 Wikidata | weitere Bilder                    |
| Nähe Eichenweg (Standort)                                                                  | Bildstock                                    | Runder Schaft mit zweiseitigem Aufsatz, Relief der Marienkrönung mit Stifterfiguren, Kreuzigung, Seitenfiguren, 1628 (Nachbildung) | D-6-78-138-75 Wikidata | weitere Bilder                    |
| Nähe Obereuerheimer Straße (Standort)                                                      | Bildstock                                    | 1850 | D-6-78-138-78 Wikidata | weitere Bilder                    |
| Nähe Schweinfurter Weg, im Friedhof (Standort)                                             | Friedhofskreuz                               | Mit Marienfigur, bezeichnet „1850“                                                                                                 | D-6-78-138-94 Wikidata | weitere Bilder                    |
| Nähe Schweinfurter Weg; im Friedhof (Standort)                                             | Kreuzweg                                     | Sandsteinretabel mit Gipsreliefs, 1902, (nicht alle Stationen erhalten)                                                            | D-6-78-138-27 Wikidata | weitere Bilder                    |
| Obereuerheimer Straße 2 (Standort)                                                         | Wohnhaus                                     | Eingeschossiger giebelständiger Mansardhalbwalmdachbau mit geohrten Sandsteinrahmungen, Fachwerkgiebel, bezeichnet „1821“          | D-6-78-138-81 Wikidata | weitere Bilder                    |
| Obereuerheimer Straße 11 (Standort)                                                        | Bildstock                                    | Tischsockel mit rundem Schaft und spitzbogigem Aufsatz, Relief der Kreuzigung Christi mit Stifterfiguren, bezeichnet „1692“        | D-6-78-138-83 Wikidata | weitere Bilder                    |
| Obereuerheimer Straße 11 (Standort)                                                        | Hoftor mit Sitznischen und Muttergottesfigur | Bezeichnet „1722“ | D-6-78-138-82 Wikidata | weitere Bilder                    |
| Römersflecken, an der Straße nach Obereuerheim (Standort)                                  | Kruzifix mit Maria                           | Auf neugotischem Sockel, um 1900                                                                                                   | D-6-78-138-90 Wikidata | Kruzifix mit Maria                |
| Sandrot, an der Straße nach Weyer, Flur Sandreuth (Standort)                               | Kruzifix                                     | Auf klassizistischem Sockel, bezeichnet „1824“                                                                                     | D-6-78-138-92 Wikidata | BW                                |
| Schloßmühlenweg 2 (Standort)                                                               | Schlossmühle                                 | Zweigeschossiger Halbwalmdachbau mit Fachwerkobergeschoss, 18. Jahrhundert                                                         | D-6-78-138-84 Wikidata | weitere Bilder                    |
| Schulplatz (Standort)                                                                      | Bildstock                                    | Sockel mit runder Säule, Aufsatz mit Kreuzigung und Heiliger Dreifaltigkeit, bezeichnet „1768“                                     | D-6-78-138-87 Wikidata | weitere Bilder                    |
| Schulplatz (Standort)                                                                      | Mariensäule                                  | Inschriftensockel mit Säule und Freifigur, bezeichnet „1909“                                                                       | D-6-78-138-88 Wikidata | weitere Bilder                    |
| Schulplatz 1 (Standort)                                                                    | Schulhaus                                    | Zweigeschossiger traufständiger Satteldachbau, klassizistisch, erste Hälfte 19. Jahrhundert                                        | D-6-78-138-86 Wikidata | weitere Bilder                    |
| Schulplatz 2, an der Kirchhofmauer (Standort)                                              | Inschriftensteine                            | Bezeichnet „1585“ und „1587“ | D-6-78-138-95 Wikidata | weitere Bilder                    |
| Schulplatz 2 (Standort)                                                                    | Katholische Kuratiekirche St. Gallus         | Saalbau, Turm um 1600, sonst neugotisch, zweite Hälfte 19. Jahrhundert; mit Ausstattung                                            | D-6-78-138-85 Wikidata | weitere Bilder                    |
| Schulplatz 2, vor der Kirche (Standort)                                                    | Scheibenkreuz                                | Mittelalterlich | D-6-78-138-85 Wikidata | weitere Bilder                    |
| Schulplatz 3, am alten Weg nach Weyer (Standort)                                           | Kreuzstein                                   | Spätmittelalterlich | D-6-78-138-96          | BW                                |
| Senften, an der alten Verbindungsstraße Schloss Schwebheim-Schloss Obereuerheim (Standort) | Wegkreuz, sogenannte Weiße Marter            | 1749, Corpus 1932 | D-6-78-138-91 Wikidata | Wegkreuz, sogenannte Weiße Marter |
| Stängelein; alter Weg nach Untereuerheim, Waldausgang des Stängleinholzes (Standort)       | Steinkreuz                                   | Lateinische Form ohne Fortsatz über dem Querbalken, mittelalterlich, Sandstein                                                     | D-6-78-138-98 Wikidata | weitere Bilder                    |
| Weinbergsweg, Eichigweg (Standort)                                                         | Kruzifix                                     | Auf Inschriftensockel, bezeichnet „1855“, Sandstein                                                                                | D-6-78-138-89 Wikidata | weitere Bilder                    |

## Ehemalige Baudenkmäler
In diesem Abschnitt sind Objekte aufgeführt, die früher einmal in der Denkmalliste eingetragen waren, jetzt aber nicht mehr. Objekte, die in anderem Zusammenhang – also z. B. als Teil eines Baudenkmals – weiter eingetragen sind, sollen hier nicht aufgeführt werden. Aktennummern in diesem Abschnitt sind ehemalige, jetzt nicht mehr gültige Aktennummern.

| Lage                                                                 | Objekt           | Beschreibung                    | Akten-Nr.              | Bild |
| -------------------------------------------------------------------- | ---------------- | ------------------------------- | ---------------------- | ---- |
| Dürrfeld Brückenstraße 3, Ortsausgang nach Kleinrheinfeld (Standort) | Bildstockaufsatz | Mit Christus am Ölberg, um 1600 | D-6-78-138-45 Wikidata | BW   |